# Al-Jazuli Daf'allah
Al-Jazuli Daf'allah (en árabe: الجزولي دفع الله‎) (n. diciembre de 1935, Sudán) es un médico y político sudanés que fue Primer ministro de su país. Se graduó en la Facultad de Medicina de la Universidad de Jartum en 1959 y fue presidente de la Asociación Médica de Sudán. Desempeñó el cargo de Primer ministro desde el 22 de abril de 1985 al 6 de mayo de 1986. Tras participar en el golpe de Estado, que depuso al dictador Yaafar al-Numeiry, ingresó en el gobierno militar con dicho cargo. Renunció a su cargo después de las elecciones democráticas efectuadas en 1986, y fue sucedido por Sadiq al-Mahdi.